# 妖獸世紀
《妖獸世紀》（法語：Immortel, ad vitam）是一部2004年眞人與3D動畫結合的英文對白法國科幻電影，由恩奇·畢拉編劇兼導演，琳達·哈蒂、湯瑪斯·柯瑞奇曼和夏綠蒂·藍萍主演。影片內容大致依據導演自己創作的漫畫書系列《尼可波勒三部曲》改編，但故事時空背景由原漫畫2023年的巴黎改為2095年的紐約。
《妖獸世紀》是最早使用全數位背景拍攝的電影之一（與同年出品的《再造人卡辛》和《轟天戰士決戰明日世紀》並列），將眞人演員同虛擬實境相結合。法國電子遊戲公司 Quantic Dream 協助製作了大部份電影畫面。

## 主要角色
- 琳達·哈蒂（英语：Linda Hardy） 飾 祖莉·篳絲蔲
- 湯瑪斯·柯瑞奇曼 飾 艾契德·尼普
- 夏綠蒂·藍萍 飾 杜艾瑪
- 法瑞德利克·畢耶（英语：Frédéric Pierrot） 飾 約翰
- 湯瑪士·M·柏臘德（法语：Thomas M. Pollard） 飾 荷路

## 製作
影片為法國女演員琳達·哈蒂作了英語配音，僅保留她的一段對話是法語原聲。

## 腳註
1. ↑  . AlloCiné.   [November 4, 2011]. （原始内容存档于2016-10-28）.
2. ↑  Business for Immortal （页面存档备份，存于） IMDb
3. ↑  . Box Office Mojo.   [2012-11-25]. （原始内容存档于2013-01-18）.
4. ↑  . books.com.tw.   [2016-12-17]. （原始内容存档于2016-12-20）.

## 外部連結
- 互联网电影数据库（IMDb）上《妖獸世紀》的资料（英文）
- AllMovie上《妖獸世紀》的资料（英文）
- 爛番茄上《妖獸世紀》的資料（英文）
- Heavy Metal Magazine Fan Page（页面存档备份，存于） （英文）
- PChome上《諸神混亂之女神陷阱  （页面存档备份，存于）》的DVD資料 （繁體中文）
- 香港外語電影資料網上《妖獸世紀（页面存档备份，存于）》的資料 （繁體中文）